# Gustaaf Eylenbosch
Gustaaf Karel Jozef Eylenbosch, né le 10 décembre 1856 à Gand et mort le 17 septembre 1939, est un typographe et journaliste belge qui a également eu une carrière politique importante tout en soutenant le mouvement ouvrier chrétien. 

## Cycle de la vie
Gustaaf Eylenbosch et son frère Jean naissent de l’union entre Libbrecht Maria, fille d’un industriel de Ledeberg, et Eylenbosch Jozef qui travaillait au sein d'un petit commerce. Cependant, Maria Libbrecht a été contrainte de subvenir aux besoins du ménage à cause de la mort de Jozef Eylenbosch qui est arrivé très tôt. En effet, le père de Gustaaf et de Jean Eylenbosch est mort à l'âge de quarante-neuf ans. Gustaaf Eylenbosch s’est retrouvé dans un pensionnat nommé Les Frères de Notre-Dame où il a suivi une éducation en français. À l'âge de quatorze ans, il devient apprenti chez un forgeron, métier pour lequel il ne va pas avoir assez de force physique et ne va pas trouver un grand intérêt. Malgré son jeune âge, Gustaaf Eylenbosch décide de se tourner vers autre chose et essaye d'apprendre le métier de typographe chez un imprimeur, où il était chargé de relire les textes en néerlandais. Il s’agit d’un domaine dans lequel il réussissait avec succès. 

## Engagement associatif
Il est important de souligner que Gustaaf Eylenbosch vivait dans une période où les conditions de vie des ouvriers étaient épouvantables. Il a été profondément marqué par cela et il a essayé de soutenir du mieux qu'il pouvait les ouvriers tout en leur garantissant des droits et en les protégeant à travers des organisations ou encore réformes qu'il a pu instaurer. Grâce à son intérêt pour la littérature qui s'est progressivement développée. En 1877, Gustaaf Eylenbosch commence par intégrer la ligue des imprimeurs gantois du livre. À la suite de son intégration dans la ligue, celui-ci parvient en 1878 à persuader la quasi-totalité des membres afin qu’ils prônent à la défaveur du typographe Édouard Anseel car celui-ci aurait eu une mauvaise intention à savoir celle de mener à une propagande révolutionnaire en se servant de la ligue des imprimeurs de Gand. Eylenbosch ayant reçu une place importante au sein du syndicat des imprimeurs du livre à Gand devient vice-président de 1882 à 1884. 
En 1885, Gustaaf Eylenbosch s'est marié avec Francisca De Vos Léonie. À la suite de leur union, ils ont eu trois enfants. Quelques années auparavant en 1881, Gustaaf Eylenbosch se lie d'amitié avec Herman Ronse. Ensemble, ils entreprennent beaucoup de projets visant à s'opposer au mouvement socialiste. Cette opposition au mouvement socialiste est apparu lorsque certaines personnes faisant partie des tout premiers syndicats comme Maatschappij der Wevers Noodlijdende Broeders ou encore Broederlijke Maatschappij der Wevers qui étaient favorables à la lutte des classes au lieu de leur coopération. Cette préférence peut notamment s'expliquer par l'émergence des idées socialistes. En 1884, pour contrer ce mouvement, une organisation de travailleurs non socialistes et de petits commerçants ayant pour objectif le procès social et l'amélioration du quotidien a vu le jour grâce à Gustaaf Eylenbosch et Herman Ronse. Cette organisation se nomme Hou ende Trou. 
En 1886, tous les deux en tant que membre de l’Algemeene Bond van werklieden en burgers (Ligues générale des travailleurs et des citoyens) qui était auparavant la Vrije Kiezersbond sont parvenus à la munir d’un hebdomadaire nommé De Lichtstraal (« Le rayon de lumière ») portant comme sous-titre Antisocialistisch werkmansblad. Le premier rédacteur en chef de cet hebdomadaire a été Gustaaf Eylenbosch. Une remarque peut être faite concernant le sous-titre de ce magazine. En effet, il n’a pas été choisi au hasard car il marque la volonté de Gustaaf Eylenbosch et de Herman Ronse à soutenir le mouvement ouvrier chrétien. Cependant, le pioner du mouvement ouvrier ne se limite pas uniquement à la fondation d'organisations ou de magazines afin de montrer son engagement envers ce mouvement. En 1886, malgré les révoltes de la part du mouvement socialiste, Gustaaf Eylenbosch parvient à fonder la Vrij Verbond der Ziekenbeurzen van Gent (Alliance libre des Caisses de maladie de Gand) en réunissant et en coordonnant les multiples caisses de secours mutuels se situant à Gand. De plus, il est également le fondateur de la toute première association autonome d’ouvriers chrétiens se  nommant  la Vrije Katoenbewerkersbond (Ligue des travailleurs du coton). En 1890, la Vrije Katoenbewerksbond se voit étendre ses compétences à la suite de la rencontre d’Arthur Verhaegen avec Gustave Eylenbosch et à leur discussion sur les forces sociales catholiques. Plus tard, Gustave devient le secrétaire de cette Ligue des travailleurs du coton. À la suite de la fondation de la Ligue des travailleurs du coton voit apparaitre le jour l'Algemeen Christelijk Vakverbond (ACV). L’objectif de cette organisation est de parvenir à réunir ensemble toutes les classes et non pas à créer des luttes entre elles comme le voulait le mouvement socialiste. 
Gustaaf Eylenbosch veut mettre sur pied une boulangerie coopérative et il parvient à le faire grâce à l’aide de Maurice de Smet de Naeyer. En effet, Maurice de Smet de Naeyer lui offre une aide financière pour pouvoir finaliser le projet de Eylenbosch et s’opposer à la coopérative socialiste.  Ce projet porte le nom de Het Volksbelang (« L’intérêt du peuple »). Cependant, Gustaaf Eylenbosch s'est retiré très vite de ce plan pour deux raisons. Tout d’abord, cette coopérative ne défendait pas principalement le statut des ouvriers. Ensuite, il y avait un large problème de capital de fondation. 
Gustaaf Eylenbosch ne s’arrête pas là et continue de soutenir le mouvement ouvrier chrétien avec l’aide de son ami Arthur Verhaegen. En effet, en 1890, grâce à Arthur Verhaegen, un journal hebdomadaire voit le jour à savoir le journal Het Volk. Gustaaf Eylenbosch en devient le directeur, rédacteur en chef après la mort de son collègue Arthur Verhaegen mais aussi grâce à Werkliedenbond. L’objectif était d’utiliser ce magazine Het Volk comme d’un organe des démocrates chrétiens de Flandre. Le premier numéro de presse date du 21 juillet 1891 et contenait le programme de Gustaaf Eylenbosch mais avait également pour objectif de rassembler les ouvriers ensemble afin qu’ils puissent se battre pour leurs droits. Par la même occasion, la figure du mouvement ouvrier chrétien voulait soutenir les coiffeurs qui étaient en grève en rajoutant une liste de soutien dans le journal Het Volk. Cette même année, il devient le tout premier président du comité d’action des associations ouvrières chrétiennes. Gustaaf Eylenbosch continue ses nombreux projets contre le mouvement socialiste puisqu’en 1894 à 1896, il contribue pour le magazine Het Vlaamsche Volk. Il devient secrétaire de l’Union populaire en 1896 et en 1901 il fonde une association au nom de Ganda. Grâce à toute son expérience acquise tout au long de sa vie, Gustaaf Eylenbosch est le point d'appui de l'enseignement du syndicat chrétien syndical à cause du fait qu'il a donné cours sur « l'esprit et la pratique dans  l'association professionnel ». Puis, Gustaaf Eylenbosch n'a pas arrêté son engagement associatif  contre le mouvement socialiste mais c'est à partir de 1895 que sa carrière politique a commencé.

## Carrière politique
La carrière politique de Gustaaf Eylenbosch commence en 1895 lorsqu’il devient conseiller municipal à Gand. Dès le début de sa fonction, il souhaite soutenir les personnes aux chômages malgré de fortes oppositions du mouvement catholiques conservateur. Cependant, leur lutte n’a pas donné lieu à la réussite puisqu’en 1901, Gand va donner une subvention aux chômeurs grâce à Gustaaf Eylenbosch. Il poursuit sa carrière et en 1896, il devient l’un des membres de la Ligue démocratique belge. En 1901, il parvient à soutenir le mouvement ouvrier chrétien au niveau législatif puisqu’il adopte une proposition d'aide officielle au chômage, ce qui par ailleurs est très important pour lui. Par cette adoption, la ville de Gand est devenu très importante puisqu'elle avait une emprise sur ce domaine. De 1910 à 1911, Gustaaf Eylenbosch réussit à devenir échevin. En 1922, pour cause de mort d’un sénateur provincial de la Flandre, Gustave a été amené à le substituer jusqu’en 1932 où il sera élu sénateur du district de Gand-Eeklo. Son entrée au Sénat est marquée de manière générale par la protection des ouvriers flamands qui vivent en France afin de garantir une fiscalité égalitaire mais aussi pour rendre flamande l’Université de Gand. Pour illustrer les propos ci-dessus, Gustaaf Eylenbosch a adopté une réforme se nommant la loi sur les loyers de 1920. En mars 1923, il a été à l’origine de la loi concernant le bilinguisme à l'Université de Gand. Gustaaf Eylenbosch continue son engagement envers le monde ouvrier chrétien puisqu’il a également adopté une loi qui permet d’octroyer une pension de vieillesse. Gustaaf Eylenbosch après son investissement tout au long de sa vie se met à l’écart de la vie politique et décide de mener le restant de ce jour en tranquillité jusqu’en 1938, l’année où il meurt. 

## Hommage
Eylenbosch a donné son nom à une place qui se situe près de l'UZ (Hôpital universitaire de Gand). Par ailleurs, sur cette place on peut retrouver une plaque commémorative afin de marquer son investissement.